# Рахманиновский зал Московской консерватории
Рахма́ниновский зал Моско́вской консервато́рии ― концертный зал в Москве, бывший зал Синодального училища церковного пения. Назван в честь композитора и пианиста С. В. Рахманинова, выпускника Московской консерватории.

## XIX век
Рахманиновский зал расположен в бывшем главном здании усадьбы дворянского и боярского рода Колычёвых. История усадьбы, известной как дом Колычёвых, прослеживается с 1710-х годов: изначально это было деревянное здание, затем, в конце XVIII века, оно было отстроено в камне в стиле зрелого классицизма.
В 1856 году усадьба была передана Московской Синодальной конторе Святейшего Правительствующего Синода; в главном здании разместили Синодальный хор и Синодальное училище церковного пения. Поскольку обучавшиеся в училище жили при нём же, потребовалась существенная перестройка усадьбы, проект которой разработал архитектор В. Д. Шер, двоюродный брат Ф. М. Достоевского. Со стороны двора к главному зданию был пристроен трёхэтажный корпус с жилыми помещениями в нижнем этаже и залом для концертов и репетиций. Просторный двусветный зал с арочными окнами и хорами, ограждёнными балюстрадой, открылся в 1898 году. Выполненный в бело-голубых тонах и богато украшенный лепниной, он считался одним из самых совершенных по акустике концертных залов Москвы. Здесь давались концерты не только духовной, но и светской музыки.

## XX век

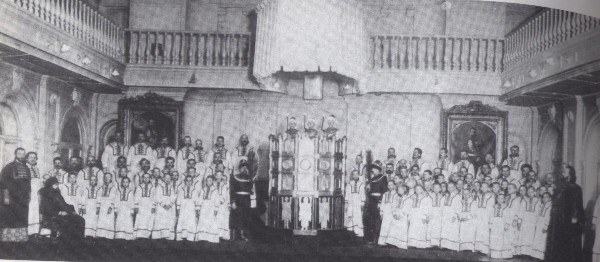
Исполнение Синодальным хором в зале училища «Пещного действа» А. Д. Кастальского (1909)

В 1918 году Синодальное училище было преобразовано в Народную хоровую академию; в 1923 году она вошла в состав Московской консерватории как хоровой отдел. В то же время здание усадьбы было отдано Московскому государственному университету: с 1925 года в нём размещался юридический факультет МГУ, а непосредственно в помещении зала — факультетская библиотека.
В 1968 году распоряжением Совета министров СССР здание было возвращено Московской консерватории, однако из-за того, что строительство нового помещения для юридического факультета на Ленинских горах затянулось, фактическая передача учебного корпуса состоялась лишь в 1979 году. Зал находился в чрезвычайно плохом состоянии, понадобилась долгая и сложная реставрация. 1 июня 1983 года возрождённый зал открылся концертом пианиста Святослава Рихтера. Тогдашний ректор консерватории Б. И. Куликов в интервью «Вечерней Москве» так отозвался о предстоящем открытии исторического места: «Этот прекрасный зал — один из лучших в стране по акустике. <…> Эти стены слышали А. Нежданову и Л. Собинова, замечательный синодальный хор… Здесь бывали П. Чайковский, С. Рахманинов, М. Ипполитов-Иванов, выступали знаменитые музыканты, хормейстеры, певцы…».
В конце 1986 года зал получил название Рахманиновского — в честь композитора и пианиста С. В. Рахманинова, выпускника Московской консерватории, многие страницы жизни которого были также связаны и с Синодальным училищем. Его называют одновременно самым старым и самым новым концертным залом Московской консерватории.

## XXI век
В настоящее время здание, в котором находится Рахманиновский зал, считается Третьим учебным корпусом Московской консерватории. Решением Учёного Совета Московской консерватории от 28 ноября 2006 года всему корпусу, как и концертному залу, было присвоено имя С. В. Рахманинова.
В 2000-х годах в зале проводилась реконструкция, завершившаяся в мае 2016 года. В ходе работ были отреставрированы интерьеры, фойе перед залом и парадная лестница, воссозданы ранее утраченные потолочные карнизы помещений. Были сохранены лепнина и старинная хрустальная люстра; помещению вернули исторический бело-голубой цвет. Мастерами-реставраторами применялись специальные материалы и технологии по обеспечению шумоизоляции; были восстановлены голосники — отверстия в стенах, служащие созданию особой акустики зала. Зал также обрёл собственную инфраструктуру (артистические комнаты, помещения для хоровых репетиций и пр.), которой ранее не имел.
В Рахманиновском зале исполняется преимущественно камерная и хоровая музыка, проходят сольные концерты. Количество мест, на которое он рассчитан, — 246.